# Storia del diabete

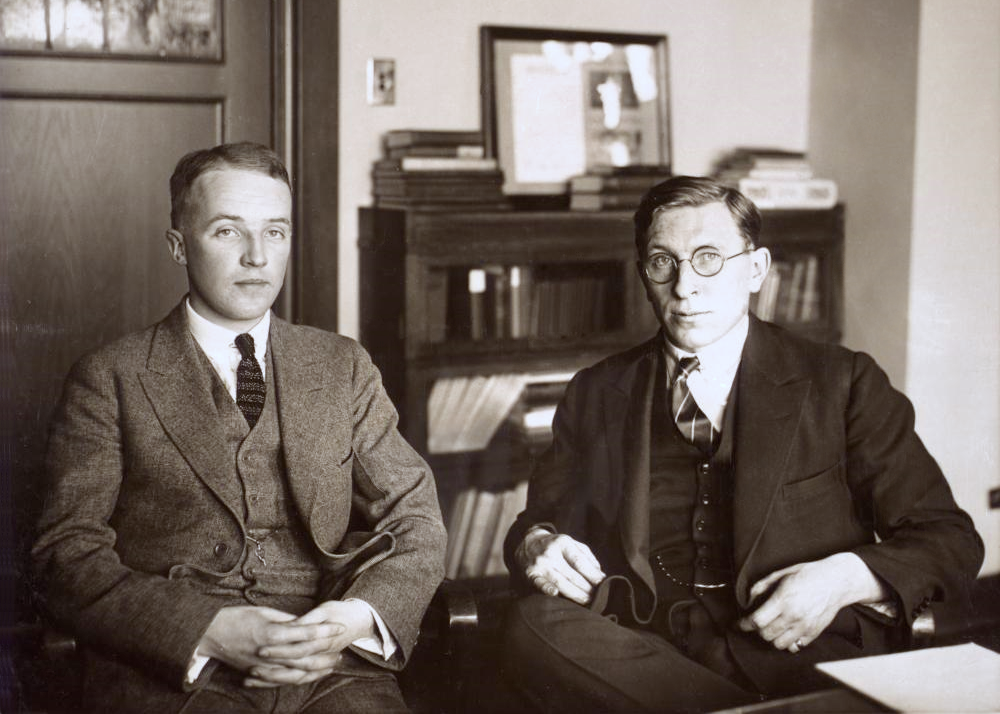
Banting e Best, scopritori dell'insulina

Il termine diabete deriva dalla lingua greca e significa "che passa attraverso", in altri termini, notando che i sintomi prevalenti di esordio erano le molte urine (poliuria) e il dimagrimento progressivo, i medici greci, tra i quali il principale fu Aretheus di Cappadocia, immaginarono che il corpo "si sciogliesse in acqua" dal verbo "diabaino", sciogliersi, passare attraverso.
Sotto la voce diabete sono riportate diverse patologie che corrispondono a due quadri clinici diversi: il diabete tipo 1 - conseguente alla impossibilità dell'organismo di produrre insulina; il diabete tipo 2 - in cui l'insulina prodotta non è sufficiente a regolarizzare le glicemie.
Nel primo caso la terapia non può fare a meno dell'utilizzo di insulina fornita dall'esterno. Nel secondo caso è a volte possibile gestire o avere una remissione del diabete con dieta, esercizio fisico e compresse ipoglicemizzanti "; nella lingua latina questa malattia è stata identificata con il termine diabetes, che significa "sifone".

## Etimologia e definizione
Gli antichi usavano questa terminologia particolare per descrivere la malattia perché erano stati sicuramente colpiti dalla caratteristica forse più evidente di questa malattia, cioè l'abbondante quantità di urina emessa ogni giorno da un diabetico, in termini tecnici la poliuria.
Tutto ciò non si discosta dalle principali definizioni di Diabete date nei secoli precedenti il nostro: nel 1883 il Dictionnaire encyclopédique des sciences médicales parla del diabete in questi termini: «Diabete è un termine generico che comprende molte specie distinte, le cui caratteristiche comuni sono: un aumento della sete e della fame, un'esagerata, talvolta eccessiva, secrezione renale, una modificazione variabile delle componenti dell'urina e infine una cachessia consuntiva, che chiude la scena dopo un tempo estremamente variabile, se il paziente non è già morto a causa di una delle numerose e terribili complicanze, così frequenti nel corso della malattia». Nel 1980 invece l'Organizzazione mondiale della sanità (OMS) definisce il diabete «uno stato di iperglicemia cronica sostenuto da fattori genetici ed esogeni che spesso agiscono insieme», definizione ultima derivante da numerosi e accurati studi su questa malattia che hanno portato a rintracciarne anche una componente ereditaria.

## Il diabete nell'antichità
Il rapporto fra diabete e antichità ha sicuramente un merito nel fatto che già allora sintomi come eccessiva sete (polidipsia) e poliuria erano associati alla presenza di questa malattia; ciononostante bisogna segnalare un grande limite, cioè l'ignorare la presenza di glucosio nel sangue e nelle urine. Come sempre nella storia esistono le eccezioni, infatti nella Medicina Indiana ricorreva il termine "urina di miele" proprio per indicare il sapore mellito delle urine dei diabetici. Sushruta, leggendario medico indiano, parlava del madu méhé (diabete) come della malattia dei ricchi, proprio perché questi erano maggiormente colpiti da questa malattia visto che consumavano maggiori quantità di riso, farina e zucchero. Un particolare interessante rilevato da questo medico era che le formiche erano solite raggrupparsi attorno all'urina dei diabetici.
Anche la Medicina Cinese, che chiamava il diabete "malattia della sete", era legata ad un particolare molto simile: infatti aveva notato che l'urina diabetica era così zuccherina da attirare i cani per strada. Il mondo Greco, oltre ad aver dato un nome alla malattia (i diabetici erano chiamati Διαβέτικοι), non ha prodotto personalità di spicco dedite allo studio e alla cura di tale malattia: basti pensare che il "padre della medicina" Ippocrate ha parlato solo della poliuria, ma mai di diabete vero e proprio; troviamo traccia di questo in un suo aforisma: «Se l'urina è acquosa o più abbondante di quanto dovrebbe essere in rapporto a ciò che al paziente è prescritto di bere, significa che il paziente non segue le prescrizioni, e beve più del necessario, oppure che egli non può assorbire le bevande».
Nel mondo Latino invece spicca in particolare la figura di Areteo di Cappadocia, grazie al quale si ha la descrizione della malattia più completa a quel tempo. I Latini non adoperavano molto il termine diabete per designare questa malattia, preferivano piuttosto perifrasi come profluvium urinae o, come diceva Aulo Cornelio Celso, nimia profusio urinae (eccessiva profusione di urina). Gli unici ad usare il termine diabete sono stati Areteo di Cappadocia e Galeno; in particolare il primo ne è stato il divulgatore e per primo ne ha compreso l'etimologia greca e latina; per questo motivo nell'ambito della storia della medicina gliene si può attribuire la paternità. Per quanto concerne la descrizione della malattia, egli parla del dimagrimento spiegandone la causa in questi termini: «in questa affezione, […], le carni e le parti solide del corpo si fondono trasformandosi in urina»; cerca inoltre di dare una spiegazione della disidratazione di cui soffrivano i diabetici del tempo dicendo che «i malati patiscono una sete intollerabile, ma le bevande che assumono sono sempre inferiori alla quantità di urina che emettono».
In termini di eziologia della malattia, secondo questo medico latino la causa era da rintracciare in "certe sostanze deleterie che attaccano di preferenza i reni e la vescica", ipotizzando che fra queste sostanze la più probabile causa della malattia fosse il veleno delle vipere il quale effettivamente provocava una sintomatologia molto simile. Inoltre egli rintracciò nello stomaco la causa dell'incessante sete che colpiva i diabetici e per lenire questa sete egli raccomandò la consumazione di frutta e vino dolce, commettendo inconsapevolmente un gravissimo errore. Galeno invece durante i suoi studi sulla malattia osservò che la causa del diabete è nei reni: «Quando i reni non sono più in grado di trattenere urina al loro interno, dovremo parlare di una loro atonia; escludendo dal discorso gli altri organi da cui passano le bevande» e ancora più esplicitamente egli afferma appunto che «il diabete è una malattia propria dei reni».

## Diabete fra Medioevo e Rinascimento
Il periodo Medievale vede i maggiori progressi in questo campo provenienti dal mondo arabo; in particolare, il miglior medico islamico del tempo, Avicenna, nel suo Canon Medicinae parla di "urine mellite", intuendo perciò la presenza di zucchero nelle urine e rintracciando la causa della malattia nel fegato. Si dedicò alla medicina all'età di 16 anni e non solo imparò la teoria medica, ma dall'assistenza gratuita ai malati scoprì nuovi metodi di cura. 
Durante il periodo Rinascimentale il veneziano Vittorio Trincavella sfiora la scoperta basandosi proprio sull'assaggio delle urine. Nello stesso periodo Paracelso, grazie ai suoi studi sul diabete, è riuscito in una scoperta sensazionale che purtroppo ha mal interpretato: egli era riuscito a trovare delle alterazioni nel sangue che aveva attribuito alla presenza di una sostanza salina, quando verosimilmente si trattava di glucosio.

## Il Settecento e lo zucchero nelle urine
Risale agli ultimi anni del 1600 la prima di una serie di scoperte che metteranno capo ad una vera e propria svolta nella conoscenza e nella cura di questa malattia a partire però dal secolo successivo. Thomas Willis nel 1674 scoprirà la presenza di zucchero nelle urine dei diabetici, cioè la caratteristica fondamentale di questa patologia che nessuno prima di lui aveva ancora individuato con certezza. «L'urina era straordinariamente dolce, come se contenesse zucchero o miele» diceva a tal proposito dopo aver condotto queste analisi con l'assaggio delle urine; egli inoltre credeva che il diabete non fosse una malattia dei reni ma del sangue che si liquefà e passa attraverso i reni con tutti i "sali" in esso contenuti. Ciò che è importante sottolineare è che Willis non ha scoperto "chimicamente" lo zucchero nelle urine ma l'ha individuato.
Oltre questa scoperta, che verrà raccolta e meglio approfondita nell'800, a questo medico inglese va il merito di aver dato luogo alla distinzione fra diabete "anglicus" (termine coniato da Willis per indicare quello che Cullen chiamerà diabete "zuccherino", oggi corrispondente al diabete mellito) e diabete "insipido" (denominato così ancora oggi). Sostanzialmente il Settecento non è stato un secolo molto prospero per la storia del diabete a parte l'individuazione dello zucchero nelle urine; infatti l'innumerevole quantità di teorie sviluppate sono state l'emblema di un sostanziale brancolamento nel buio, dal quale si comincerà ad uscire solo negli ultimi anni di questo secolo.
Thomas Sydenham ad esempio credeva che il diabete fosse una malattia dovuta alla cattiva assimilazione del chilo, che portava perciò al dimagrimento; Sauvages, invece, riuscì solo a dare una classificazione molto complicata delle sette forme di diabete possibili, tra cui ricordiamo il diabete "legittimo" e quello "inglese".
Lo scozzese William Cullen considerò il diabete come una neuropatia, e secondo la sua teoria gli spasmi giocavano un ruolo fondamentale nell'eziologia della patologia in questione. Ciononostante è importante ricordare questo personaggio perché, se Willis ha segnalato la presenza di zucchero nelle urine, Cullen definisce questa presenza patognomica per la malattia che definisce tra l'altro idiopatica; infatti, non avendo trovato una vera causa anche dopo aver preso in considerazione varie teorie, egli affermò: «La causa prossima del diabete è così poco nota o così poco certa, che non mi è possibile proporre alcun metodo razionale per guarirlo».

## La svolta della prima metà dell'Ottocento
Durante gli ultimi anni del 1700 è stata dimostrata chimicamente la presenza di zucchero nelle urine grazie agli esperimenti di Pool e Dobson nel 1775, di Thomas Cawley nel 1778 e di Frank nel 1791. L'inglese Matthew Dobson riuscì a dimostrare la presenza di zucchero nelle urine usando metodologie come l'evaporazione delle stesse e dimostrando anche che esso non si forma nei reni, bensì nel sangue dei diabetici; secondo la sua teoria quindi tutta la sostanza zuccherina proveniente dal chilo si accumulerebbe nel sangue per fuoriuscire poi tramite le urine. Thomas Cawley, oltre ad aver condotto esperimenti per tale scopo, è stato il primo a trovare un nesso tra il diabete mellito e il malfunzionamento del pancreas, dovuto secondo lui alla presenza di calcoli in quest'organo.
Nel 1800 Nicolas e Gueudeville, con le loro ricerche, dimostrarono che lo zucchero presente nell'urina non è saccarosio, come si era creduto fino a quel momento, ma qualcosa di diverso a cui i due studiosi non diedero un nome. Nel 1815 Chevreul dimostrerà che esso è glucosio o "zucchero d'uva".
Nello stesso periodo emerge un clinico inglese, medico della marina britannica, John Rollo, portatore di essenziali novità: per prima cosa, egli cerca di curare il diabete con una dieta molto rigorosa, cura innovativa ma certo non del tutto adeguata, come dimostreranno le scoperte moderne; inoltre egli è l'inventore della cosiddetta "teoria gastrica", secondo la quale la causa del diabete è da rintracciarsi nello stomaco. Nella sua pubblicazione sul diabete, An account of two cases of diabetes mellitus, egli porta a compimento quello che si può considerare il primo tentativo scientifico di spiegare la patogenesi della malattia: i capisaldi della sua teoria sono che essa si può curare solo con la dieta, che la materia zuccherina presente nelle urine ha origine nello stomaco e che i reni sono colpiti secondariamente. Oltre a tutto questo, egli è l'inauguratore di tutta una serie di esperimenti che investono la prima metà del XIX secolo, cioè la ricerca e la scoperta del glucosio nel sangue: egli conduce la sua ipotesi sul fatto che il sangue di un individuo sano, se conservato, va incontro a putrefazione, mentre quello di un individuo diabetico si conserva grazie alla presenza di una sostanza resinosa.
Durante tutta la prima metà del secolo si insiste ancora molto sulla "teoria gastrica" di Rollo, sostenuta da moltissimi studiosi dopo di lui: si credeva che dei disturbi delle funzioni digestive permettessero una rapida trasformazione dell'amido in glucosio, che passava poi nel sangue e da questo nelle urine per essere espulso. Tutto questo è stato dimostrato essere vero solo in parte da Wilhelm Griesinger, il quale ha dimostrato che esiste un'alterazione nei succhi gastrici dei diabetici che hanno questa tendenza particolare, ma ciò che non è stato dimostrato, anzi è stato smentito, è che solo i diabetici hanno glucosio nel sangue.
In questo senso è stato fondamentale l'apporto di Thomas Watson (1843) e Magendie (1847), che, con i loro esperimenti, hanno dimostrato che il sangue contiene sempre glucosio (sano o diabetico che sia il soggetto), e hanno studiato una tecnica basata sulla fermentazione per determinare la quantità di glucosio nel sangue. Più tardi, nel 1883, compare sul Dictionnaire encyclopédique des sciences médicales la seguente voce a proposito del glucosio nel sangue e della teoria gastrica ancora vigente: «Un nuovo progresso si è dunque compiuto: lo zucchero non è più considerato come un prodotto del tutto estraneo all'organismo; esso deriva, nello stato normale, dai prodotti della digestione, e penetra così nel sangue. Quando sopravviene un disturbo nelle funzioni digestive e assimilatrici, questo zucchero passa in quantità eccessiva nel sangue, si accumula e viene eliminato attraverso le urine, generando il diabete zuccherino».
Ciò che risulta ancora sconosciuta è la causa di questo eccesso di glucosio nel sangue e nelle urine dei diabetici, anche se già nel 1855 si deve al medico e fisiologo Claude Bernard la scoperta della funzione glicogenica del fegato: egli infatti, grazie agli esperimenti condotti in particolar modo sui cani, scopre che il fegato possiede una matière glycogène (a cui successivamente darà il nome di glicogeno), la cui funzione è quella di generare glucosio da immettere nel circolo sanguigno. Ecco quello che Claude Bernard diceva durante le sue lezioni al Collège de France: «le ricerche sul fegato dimostrano chiaramente che esistono secrezioni che possiamo chiamare "interne", i cui prodotti sono versati nel sangue, anziché essere liberati all'esterno»; «si deve ritenere dimostrato che il fegato produce una secrezione esterna, la bile, e una secrezione interna, lo zucchero, che entra direttamente nel circolo»; «la presenza di glucosio nel sangue non dipende dall'alimentazione; essa è un fenomeno normale e costante dell'organismo sano».
Con questa importante scoperta C. Bernard mette capo ad un'altra fondamentale svolta nello studio della malattia, dimostrando che lo zucchero presente nel sangue non è solo derivante dell'alimentazione. Quello che lui ignorava però era che il diabete non è dovuto ad un malfunzionamento del fegato, ma ad un disturbo nella funzione endocrina del pancreas, come sarà dimostrato in seguito.
Durante questo secolo il diabete è stato conosciuto meglio anche grazie allo studio accurato delle sue complicanze: nel 1840, ad esempio, William Prout ha dato per la prima volta la descrizione completa del coma diabetico, definendone molto accuratamente le caratteristiche. Risale agli anni cinquanta dell'Ottocento anche l'invenzione del "reattivo di Fehling"(1848), una soluzione di solfato di rame usata ancora oggi in laboratorio per mettere in evidenza la presenza di zucchero nei composti organici.

## Seconda metà del XIX secolo
Con la seconda metà di questo secolo assistiamo all'evoluzione della "teoria gastrica" di John Rollo e alla scoperta che davvero segna la svolta per la cura di questa malattia, cioè il nesso fra il malfunzionamento del pancreas e il diabete mellito.
Apollinaire Bouchardat è stato il primo nella storia del diabete a sottoporre i suoi pazienti ad una dieta adeguata alla patologia (basti ricordare che nell'antichità i Latini curavano il diabete con la somministrazione di vino dolce). Se Bernard è stato innovatore da un punto di vista teorico, Bouchardat lo è stato da un punto di vista pratico, chiaramente con lo stesso obiettivo: la terapia del diabete. Bouchardat modifica la teoria di Rollo, affermando che nei succhi gastrici dei diabetici c'è un enzima che favorisce la trasformazione dell'amido in glucosio, anticipando un processo che dovrebbe avvenire nell'intestino e favorendo il passaggio molto rapido di zucchero nel sangue e nelle urine. Il nome che Bouchardat dà a questo enzima è «diastasi glicosurica», che egli estraeva direttamente dal vomito dei diabetici tramite l'uso di varie tecniche e sperimentazioni, che l'hanno portato ad affermare come questa presenza fosse patologica e non fisiologica.
Pur commettendo anch'egli un errore ricercando la causa del diabete nello stomaco, ha avuto il grandissimo merito di stabilire un vero e proprio regime alimentare per la cura della malattia; la sua era una dieta così dettagliata che il suo lavoro è ancora molto apprezzato ai giorni nostri perché era l'unica cura del tempo contro questa malattia: egli vietava l'assunzione di pane, alcool, latte, frutta, legumi, miele, vino e consigliava di svolgere molta attività fisica in particolare dopo i pasti e di mangiare molta carne, pesce e salumi. Per concludere l'analisi storica del personaggio, non bisogna dimenticare i suoi studi molto accurati sulla retinopatia diabetica. Riguardo alla nefropatia, oggi è noto come l'azoturia (presenza di corpi azotati nelle urine) sia sintomo del malfunzionamento dei capillari del rene; chi già nel 1800 aveva intuito tutto ciò era stato Bouchardat, il quale aveva associato l'abbondanza di azoturia alla complicanza della malattia.
Nello stesso periodo emerge la figura di Etienne Lancereaux, uno dei primi fautori della teoria pancreatica del diabete. Nello studio della malattia egli procedette utilizzando le autopsie come metodo di indagine eziologica del diabete, e la conclusione a cui è pervenuto è stata di fondamentale importanza per tutte le scoperte che seguiranno: egli aveva riscontrato in soggetti diabetici la presenza di un pancreas distrutto e atrofizzato con la presenza di calcoli biancastri di carbonato di calcio.
L'altro grande merito che va riconosciuto a questo studioso è quello di aver descritto ed individuato in maniera perfetta la distinzione fra diabete «grasso» e diabete «magro» (quelli che nella terminologia moderna, dopo la scoperta dell'insulina, sono stati denominati rispettivamente "diabete non insulino dipendente" e "diabete insulino dipendente"). Le caratteristiche principali rintracciate nel diabete «grasso» erano l'obesità, il decorso lento della malattia che permetteva una vita lunga e la possibilità di contenere gli effetti della patologia con una dieta adeguata e molto rigida. Contrariamente a questa forma di diabete che Lancereaux definiva «benigno», egli parlava del diabete magro come caratterizzato da «deperimento progressivo», decorso molto rapido che nel giro di due o tre anni portava alla morte e inutilità di una dieta nel curare questa seconda forma della malattia; a tal proposito egli si esprimeva dicendo «siamo impotenti».
Riguardo al pancreas e alle sue alterazioni, Lancereaux aveva anche notato come nella forma "grassa" del diabete non comparissero alterazioni di quest'organo, mentre nella sua forma più violenta esso portava alla distruzione del pancreas il quale non poteva più funzionare efficientemente nei processi digestivi, provocando così la malattia. Quest'ultimo passaggio della sua teoria è stato anche il suo limite, poiché ancora non era stato in grado di individuare la funzione endocrina del pancreas; ma nonostante questo Lancereaux era stato in grado di distinguere le due «forme morbose distinte» di diabete mellito nell'era preinsulinica. Un'altra fondamentale nozione sul diabete mellito ci è stata fornita nel 1887 da Elias Rojas, il quale affermava che «il diabete grasso non esiste nel bambino; il diabete è sempre magro», anticipando perciò la distinzione fra diabete mellito di tipo I (diabete insulino dipendente), tipico dell'età infantile, e diabete mellito di tipo II (diabete non insulino dipendente), tipico dell'età adulta.
Per concludere questa panoramica sul XIX secolo bisogna citare il nome del fisiologo francese Alfonse Baudoin, che per primo ha descritto gli stati patologici di ipoglicemia e iperglicemia nell'uomo.

## Pancreas e diabete

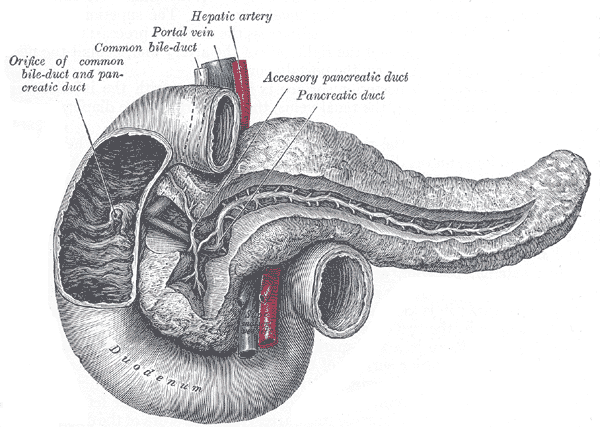
Pancreas, sede principale della malattia

In realtà durante gli ultimi anni del XIX secolo sono state compiute due delle tre scoperte più importanti della storia del diabete: nel 1869 Paul Langerhans descrive le isole pancreatiche e intorno al 1890 Oscar Minkowski e Joseph von Mering scoprono la funzione endocrina del pancreas. Il pancreas come organo è stato "ignorato" fino al XVII – XVIII secolo, o al massimo descritto vagamente e in maniera errata; i primi a fornirne una descrizione accurata sono stati Morgagni e Vesalio. Basti pensare che anche il Padre della Medicina, Ippocrate, ignorava la sua presenza. Successivamente, prima di Minkowski e Von Mering, era stato preso in considerazione solo per la sua funzione esocrina, e per questo motivo la loro scoperta è stata davvero sensazionale.
Nel 1889 questi due studiosi, dopo aver effettuato una serie di esperimenti che avevano come oggetto la pancreatectomia compiuta su dei cani, constatarono che c'era un legame fra pancreas e diabete mellito: tutti i cani sottoposti a pancreatectomia presentavano i sintomi classici del diabete mellito grave. Il dato interessante da riportare è che i due hanno compiuto questa scoperta per caso, non potendo assolutamente immaginare che la conseguenza sarebbe stata quella del diabete mellito; ciononostante arrivarono a constatare che si trattava di «autentico diabete mellito permanente che, sotto tutti gli aspetti, corrisponde alla forma più grave di questa malattia nell'uomo», oltre al fatto che capirono come il diabete mellito non fosse dovuto al mancato apporto pancreatico nei processi digestivi (vedi Lancereaux), ma alla perdita di un'altra funzione di quest'organo, ancora sconosciuta ma chiaramente legata al metabolismo del glucosio.

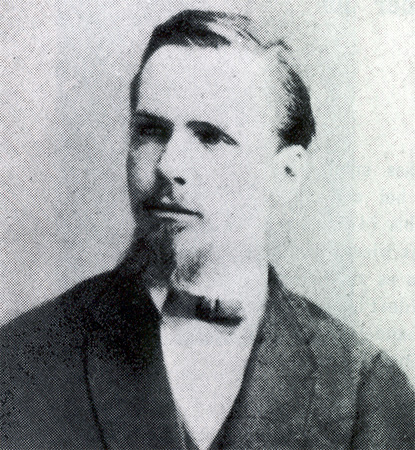
Paul Langerhans, scopritore delle Isole pancreatiche

Nel 1892 Minkowski dimostrerà come, reimpiantando il pancreas estratto ai cani, si possa curare il diabete mellito da pancreatectomia senza però il recupero della funzione digestiva (esocrina); aveva dimostrato così la connessione fra pancreas e metabolismo del glucosio e quindi, grazie al lavoro portato avanti da questi due studiosi, tutte le ricerche successive sono state orientate in questa direzione. Nell'attribuire i meriti della scoperta non bisogna però dimenticare i già citati Thomas Cawley e Apollinaire Bouchardat, il quale aveva trovato una connessione fra glicosuria e alterazioni del pancreas avendo intuito anche la presenza di "un'altra funzione" del pancreas: «Il pancreas può essere in uno stato normale, e il succo pancreatico rifluire nello stomaco, […]; il pancreas può sembrare sano, e la modificazione non essere che funzionale» (1875).

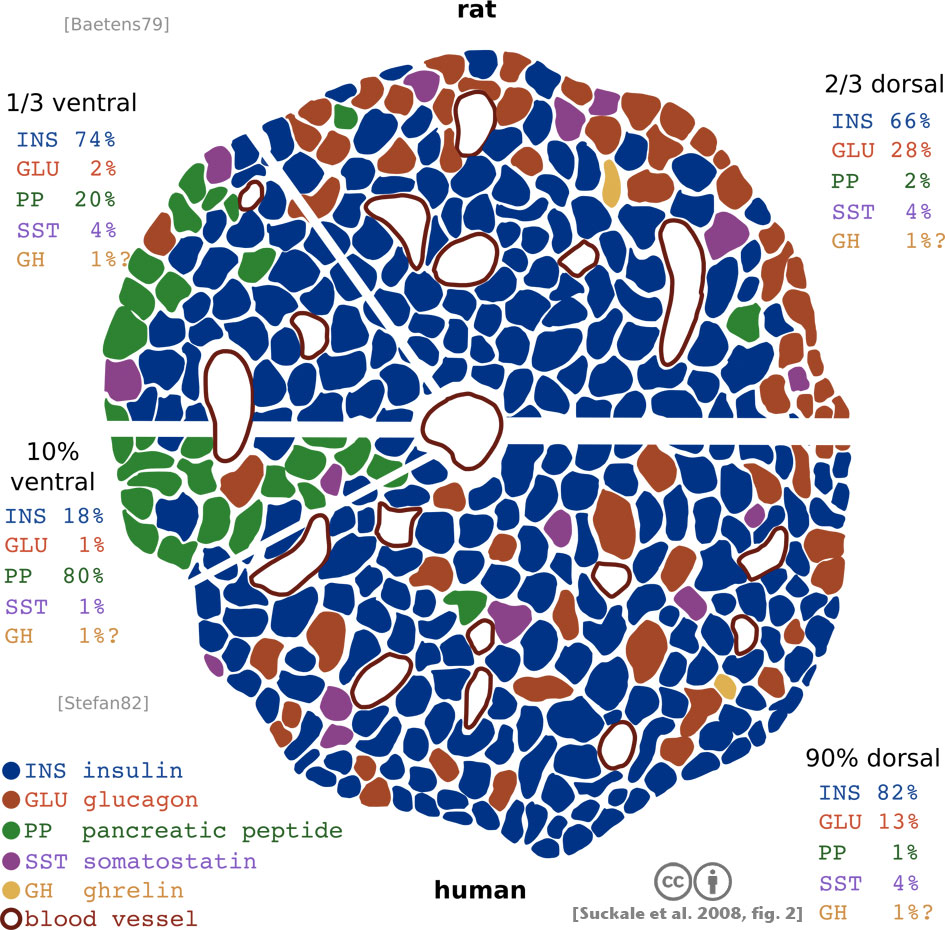
Le isole di Langerhans

Nel 1869 l'istologo tedesco Paul Langerhans descrive le isole del pancreas (chiamate oggi "isole di Langerhans") grazie a studi istologici condotti al microscopio, ma non si pronuncia sul ruolo di queste ultime. Sarà nel 1907 che Sir William Lane distinguerà le cellule α e β all'interno delle isole; nel 1916 Schaffer intuirà che le cellule β secernono una sostanza che controlla il metabolismo del glucosio e a questa sostanza egli attribuirà il nome di insulina, e in generale fu riscontrato da molti studiosi del XX secolo il nesso fra degenerazione delle isole e diabete mellito.

## L'insulina
Nei primissimi anni del '900 si assiste alla scoperta dell'insulina, l'unica cura tuttora possibile per la terapia del diabete di tipo I. I meriti di questa scoperta vanno attribuiti principalmente a Frederick Banting e Charles Herbert Best, che nel 1921 riescono ad isolare quest'ormone prodotto dalle cellule β del pancreas, ma non bisogna dimenticare il ruolo fondamentale della scoperta di Minkowski e Von Mering, oltre che la scoperta di Georg Ludwig Zuelzer, che nel 1908 arriva ad isolare qualcosa di molto simile all'insulina e, soprattutto, va ricordato Nicolae Paulescu. Zuelzer creò degli estratti ottenuti dal pancreas per il trattamento del diabete e uno di questi coincideva proprio con l'insulina; dopo una serie di sperimentazioni fu costretto ad abbandonare questa linea di ricerca perché i pazienti trattati con questi estratti erano colpiti da convulsioni, probabilmente dovute a crisi ipoglicemiche. Il tentativo di mettere questo estratto sul mercato fallì perché esso era troppo poco purificato per essere utilizzato in ambito clinico, ma resta comunque il merito di Zuelzer nell'aver isolato e individuato l'insulina per la prima volta nella storia.

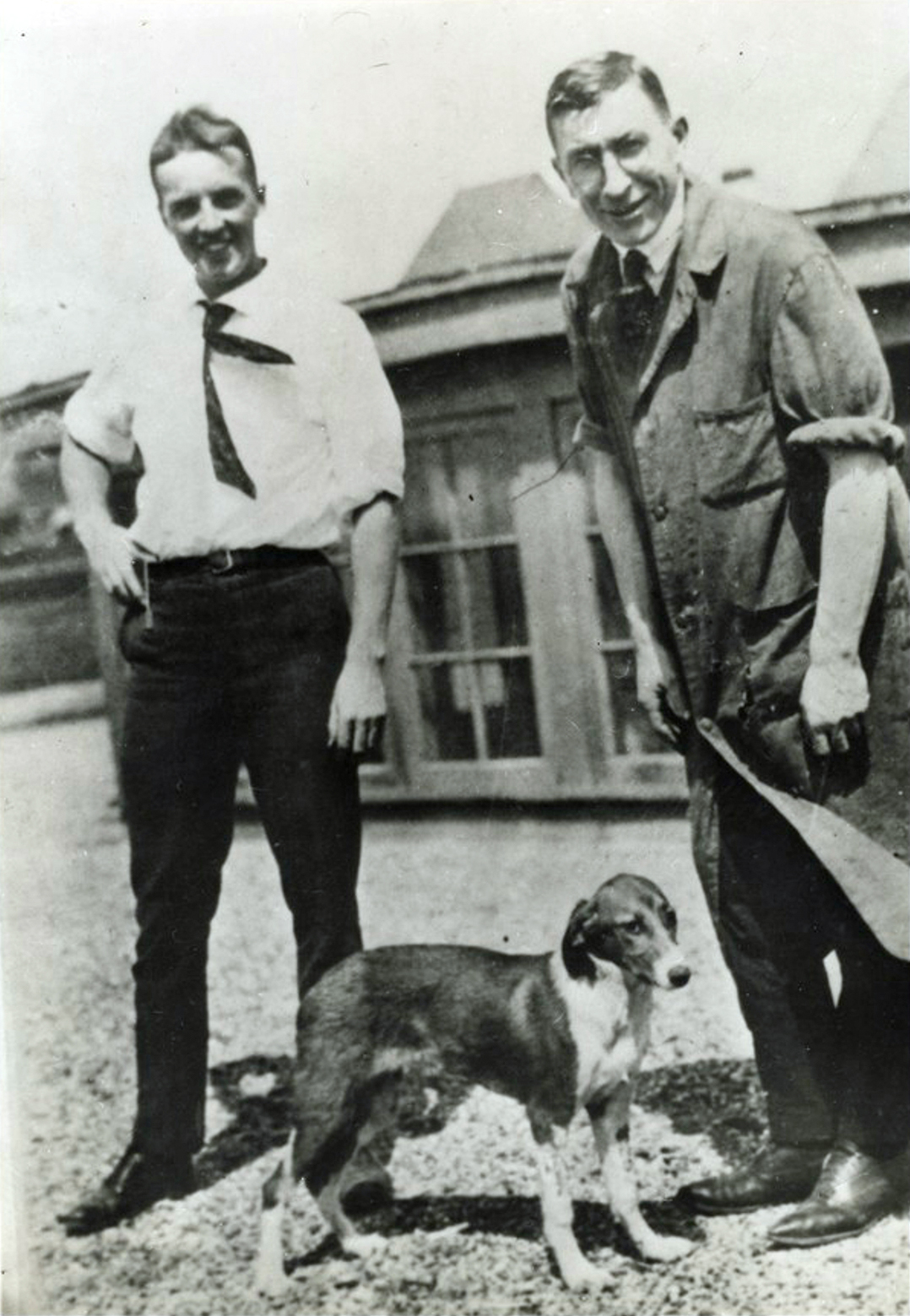
Banting e Best con uno dei cani usati per i loro esperimenti

Nel 1906 il medico rumeno Nicolae Paulescu, allievo di Lancereaux, aveva isolato un ormone antidiabetico, una soluzione acquosa di estratto pancreatico al quale aveva dato il nome di "pancreina". Iniettando questo estratto aveva alleviato i sintomi di cani pancreatectomizzati, ottenendo la variazione di stati iperglicemici in stati ipoglicemici e la scomparsa della glicosuria. Egli descrive accuratamente gli effetti dell'estratto e non sembra esserci alcuna differenza con gli effetti dell'odierna insulina: «Se nella vena giugulare di un animale reso diabetico dall'asportazione totale del pancreas si inietta un estratto pancreatico si osservano: anzitutto, una temporanea diminuzione o anche un temporaneo annullamento della iperglicemia che può giungere fino all'ipoglicemia; si ha anche una soppressione passeggera della glicosuria; secondo: si constata una riduzione netta della concentrazione dell'urea, nel sangue come nelle urine».
Eugène Gley «scoprì l'insulina senza saperlo»; con una serie di tecniche isolò estratti pancreatici che, somministrati a cani privi del pancreas, davano come risultato la diminuzione della glicosuria, ma non pubblicò mai le sue scoperte se non dopo l'annuncio di Banting e Best, dopo il 1921.
La scoperta del 1921 di Frederick Grant Banting e Best è perciò il risultato della composizione di un puzzle frutto del lavoro intenso di medici scienziati fra Ottocento e Novecento. Banting, chirurgo ortopedico, compie questa eccezionale scoperta con l'aiuto di un assistente, Charles Herbert Best, a Toronto nell'anno 1921. Grazie a tecniche particolari studiate e sperimentate da Banting i due riuscirono a risolvere il problema della purezza di quest'ormone. Infatti, riuscendo a far degenerare il tessuto esocrino del pancreas, ottennero insulina "pura". Interessante è anche ricordare come le isole di Langerhans utilizzate dai due studiosi fossero di origine fetale, poiché molto più abbondanti di quelle presenti in un animale adulto.
Il 14 agosto 1921 fu fatto il primo esperimento condotto con successo su un cane pancreatectomizzato e il 12 dicembre 1921 la scoperta sensazionale venne annunciata. Dopo questa scoperta R. D. Lawrence, fondatore della British Diabetic Association, scrive: «Il diabetico non soffrirà mai più la fame o la sete. Ora può scegliere fra una gran quantità di cibi, secondo il suo gusto e le possibilità, e può ricavarne sufficiente energia per qualsiasi occupazione della vita quotidiana»; tutto questo per testimoniare quello che l'insulina ha rappresentato per la medicina, e per i diabetici in particolare.
L'11 gennaio 1922 fu condotto il primo esperimento su un essere umano, Leonard Thompson, un ragazzo diabetico di 14 anni vistosamente migliorato dopo il trattamento con quest'ormone che Banting e Best inizialmente chiamarono "isletina", per poi mutuare il nome insulina da Schaffer. Nel 1923 Banting diventa Premio Nobel per la Medicina per merito di questa scoperta.
Nel lavoro di questa équipe va tenuto in debito conto anche Joe Gilchrist, medico diabetico, che fungeva da cavia per gli esperimenti di Banting e Best. Inoltre, egli è stato il primo uomo nella storia della medicina a sperimentare l'ipoglicemia indotta da un trattamento terapeutico. Deve essere ricordato anche il prezioso lavoro del biochimico James Collip, che riuscì a purificare l'insulina in modo tale da ridurre al minimo i rischi nell'utilizzo terapeutico di questo ormone.

## La ricerca dal 1921 a oggi

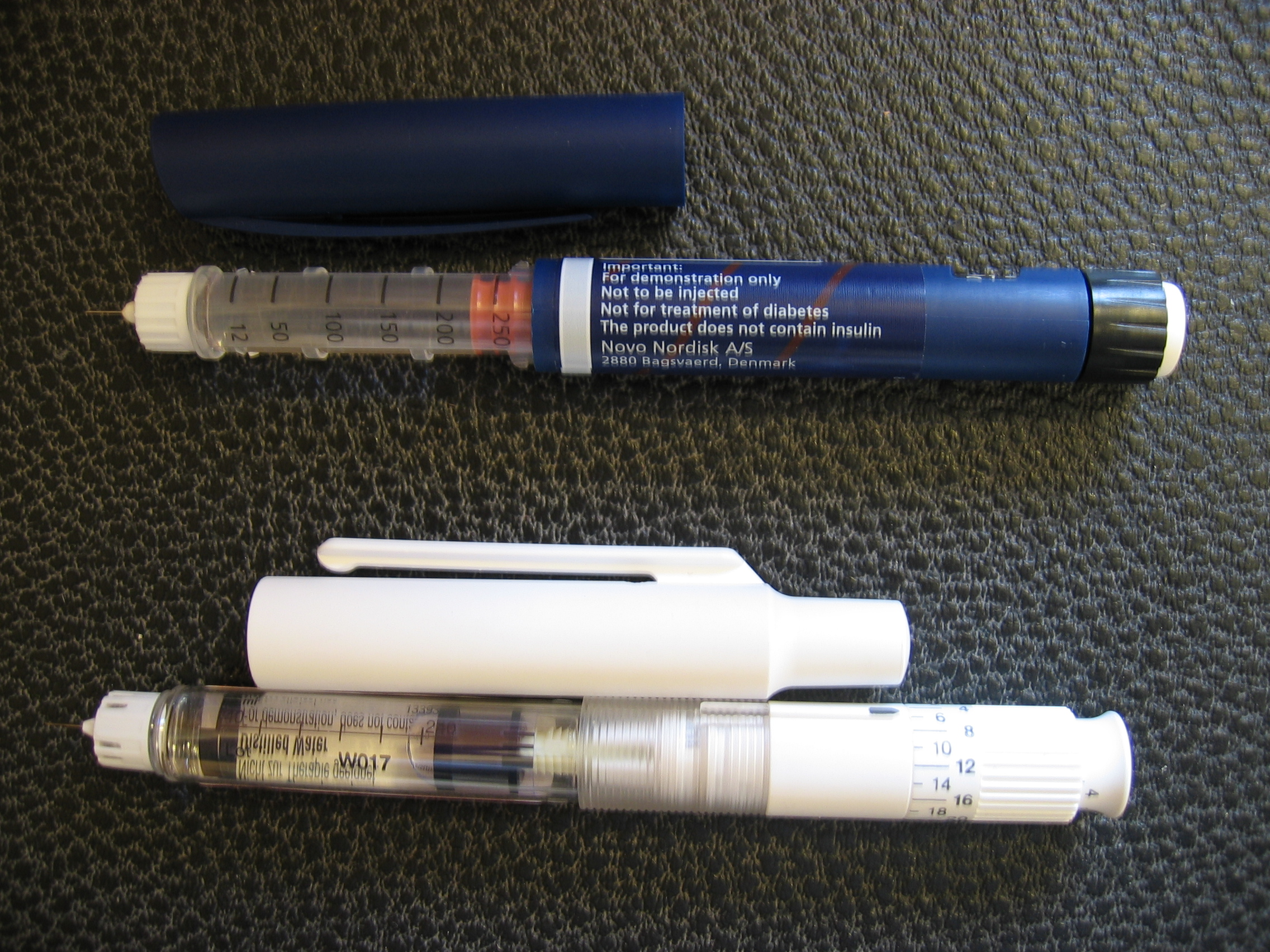
L'insulina moderna creata con la tecnologia del DNA ricombinante

Dopo Banting e Best la ricerca ha compiuto passi da gigante, fino alla creazione di preparati di insulina, insuline con effetto ritardato e insuline umane ottenute con la tecnologia del DNA ricombinante grazie alla modificazione genica dei batteri.
Scoperta l'insulina, è stato successivamente identificato il glucagone, altro enzima prodotto dalle cellule α delle isole di Langerhans ad azione opposta rispetto all'ormone prima citato, cioè iperglicemizzante.
Anche la terapia della malattia si è notevolmente modificata: a partire da un'unica iniezione giornaliera di insulina lenta (anni '40-'50) si è arrivati successivamente alla terapia multiiniettiva, che ha dato i suoi maggiori frutti negli anni '90, garantendo un maggior autocontrollo grazie all'azione combinata di insulina rapida e lenta. Negli ultimi dieci anni è stata introdotta una vera e propria tecnologia capace di simulare l'azione naturale del pancreas, cioè i modernissimi e rivoluzionari microinfusori di insulina. Ad oggi sono stati già progettati microinfusori capaci di leggere istantaneamente il tasso glicemico e modificare l'infusione di insulina istante per istante, autonomamente, sulla base di questa rilevazione.

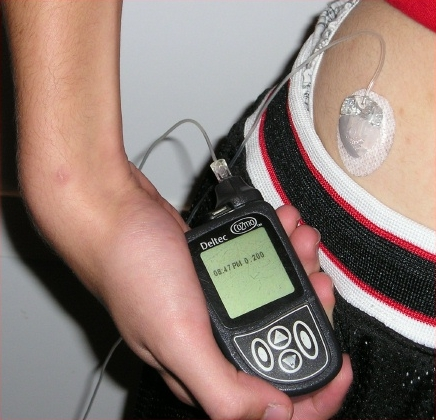
Un esempio dei moderni microinfusori di insulina

A cavallo fra gli anni '80 e '90 sono state sviluppate anche le strisce reattive per l'autocontrollo della glicemia, strumento indispensabile insieme ai misuratori della glicemia, i reflettometri.
Per quanto concerne lo studio dell'eziopatogenesi della malattia, le ultime scoperte indicano come causa principale prima di tutto una componente ereditaria che, unitamente a fattori ambientali, è alla base di meccanismi autoimmuni i quali, distruggendo le isole di Langerhans, provocano la malattia.